# Neowithius exilimanus
Espèce
Synonymes
- Chelifer exilimanus Balzan, 1887

Neowithius exilimanus est une espèce de pseudoscorpions de la famille des Withiidae.

## Distribution
Cette espèce est endémique du Paraguay.

## Publication originale
- Balzan, 1887 : Chernetidae nonnullae Sud-Americanae, I. Asuncion.